# Rubus nikaii
Rubus nikaii är en rosväxtart som beskrevs av Jisaburo Ohwi. Rubus nikaii ingår i släktet rubusar, och familjen rosväxter. Inga underarter finns listade i Catalogue of Life.